# Маядыковский сельсовет (Дюртюлинский район)
Маядыковский сельсовет — муниципальное образование в Дюртюлинском районе Башкортостана.

## История
Согласно «Закону о границах, статусе и административных центрах муниципальных образований в Республике Башкортостан» имеет статус сельского поселения.
В 2008 году объединён с Миништинским сельсоветом.
Закон Республики Башкортостан от 19.11.2008 г. № 49-З «Об изменениях в административно-территориальном устройстве Республики Башкортостан в связи с объединением отдельных сельсоветов и передачей населённых пунктов», ст.1 п. 20) а) гласит:

 "Внести следующие изменения в административно-территориальное устройство Республики Башкортостан:
 по Дюртюлинскому району:

 объединить Маядыковский и Миништинский сельсоветы с сохранением наименования «Маядыковский» с административным центром в селе Маядык.
Включить сёла Миништы, Ярмино, деревню Атачево, Баргызбаш, Покровка, Успеновка Миништинского сельсовета в состав Маядыковского сельсовета.

Утвердить границы Маядыковского сельсовета согласно представленной схематической карте.

Исключить из учётных данных Миништинский сельсовет

## Население
| 2002  | 2009  | 2010  | 2012  | 2013  | 2014  | 2015  |
| ----- | ----- | ----- | ----- | ----- | ----- | ----- |
| 2362  | ↗2482 | ↘2348 | ↘2303 | ↘2263 | ↘2157 | ↘2089 |
| 2016  | 2017  |       |       |       |       |       |
| ↘2050 | ↘2006 |       |       |       |       |       |

## Состав сельского поселения
| №  | Населённый пункт | Тип населённого пункта       | Население |
| -- | ---------------- | ---------------------------- | --------- |
| 1  | Маядык           | село, административный центр | ↗602      |
| 2  | Миништы          | село                         | ↘561      |
| 3  | Успеновка        | деревня                      | ↗426      |
| 4  | Атачево          | деревня                      | ↗363      |
| 5  | Таш-Елга         | деревня                      | ↗202      |
| 6  | Старокангышево   | село                         | ↘125      |
| 7  | Баргызбаш        | деревня                      | ↘51       |
| 8  | Покровка         | деревня                      | ↗10       |
| 9  | Искуш            | село                         | ↘8        |
| 10 | Ярмино           | село                         | ↘0        |